# جين ماكو
جين ماكو (بالإنجليزية: Gene Mako)‏ مواليد 24 يناير 1916 في بودابست، الامبراطورية النمساوية المجرية - الوفاة 14 يونيو 2013 في لوس أنجلوس، كاليفورنيا، الولايات المتحدة، كان لاعب كرة مضرب أمريكي بدأ مسيرته كمحترف سنة 1943 وكان يلعب باليد اليمنى، اعتزل اللعب في 1954. كما أنه أحد أبطال الجراند سلام. أعلى تصنيف له في الفردي كان المركز الـ 8 في سنة 1938.

## بطولات حققها
- بطولة ويمبلدون

## النهائيات

### الفردي (الوصافة 1)
| الحصيلة | السنة | البطولة                     | الأرضية | المنافس  | النتيجة            |
| ------- | ----- | --------------------------- | ------- | -------- | ------------------ |
| الفوز   | 1938  | بطولة أمريكا المفتوحة للتنس | عشبية   | دون بادج | 6–3, 6–8, 6–2, 6–1 |

### الزوجي (الألقاب 4, الوصافة 3)
| الحصيلة | السنة | البطولة                     | الأرضية | الشريك   | المنافس                    | النتيجة                 |
| ------- | ----- | --------------------------- | ------- | -------- | -------------------------- | ----------------------- |
| الوصافة | 1935  | بطولة أمريكا المفتوحة للتنس | عشبية   | دون بادج | ويلمر أليسون جون فان رين   | 2–6, 3–6, 6–2, 6–3, 1–6 |
| الفوز   | 1936  | بطولة أمريكا المفتوحة للتنس | عشبية   | دون بادج | ويلمر أليسون جون فان رين   | 6–4, 6–2, 6–4           |
| الفوز   | 1937  | ويمبلدون                    | عشبية   | دون بادج | بات هيوز ريمون توكي        | 6–0, 6–4, 6–8, 6–1      |
| الوصافة | 1937  | البطولة الأمريكية           | عشبية   | دون بادج | هينر هنكل غوتفريد فون كرام | 4–6, 5–7, 4–6           |
| الوصافة | 1938  | دورة رولان غاروس الدولية    | ترابية  | دون بادج | برنار ديستريمو إيفون بترا  | 6–3 3–6 7–9 1–6         |
| الفوز   | 1938  | ويمبلدون                    | عشبية   | دون بادج | هينر هنكل جورج فون متاكسا  | 6–4, 6–3, 3–6, 8–6      |
| الفوز   | 1938  | البطولة الأمريكية           | عشبية   | دون بادج | جون بروميتش أدريان كويست   | 6–3, 6–2, 6–1           |

## روابط خارجية
- جين ماكو على موقع IMDb (الإنجليزية)
- جين ماكو على موقع الموسوعة البريطانية (الإنجليزية)
- جين ماكو على موقع رابطة محترفي التنس (الإنجليزية)
- جين ماكو على موقع الاتحاد الدولي لكرة المضرب (الإنجليزية)
- جين ماكو على موقع كأس ديفيز (الإنجليزية)
- جين ماكو على موقع قاعة مشاهير كرة المضرب الدولية (الإنجليزية)
- جين ماكو على موقع بطولة ويمبلدون (الإنجليزية)
- جين ماكو على موقع خلاصة التنس.كوم (الإنجليزية)